# Formula Atlantic
Formula Atlantic je dirkaška serija formul v Severni Ameriki. Pogosto je označena kot najvišji razred formul v Severni Ameriki, tipično zadnja stopnica preden se dirkač preseli v seriji Champ Car ali Indy Racing League. Serijo organizira Champ Car in večina dirk je spremljevalnih ob dirkah serije Champ Car, v takšni obliki pa poteka od leta 2006.
Serija je bila sicer v prvotni obliki ustvarjena že leta 1965, kot serija formul B 1600 cm3. Kot serija je bila ustvarjena po angleških pravilih formule B iz leta 1971, pogosto pa je potekala pod podobnimi pravili kot Formula 2 in Formula 3. Prvo uradno prvenstvo se je začelo leta 1974 v Kanadi in je privabila veliko mednarodno pozornost. Ameriška avtomobilistična zveza je to izkoristila in leta 1976 ustvarila svojo serijo Formule Atlantic. V tistem času sta obe seriji privabljale tudi dirkače iz Evrope, na primer James Hunt, Jean-Pierre Jarier, Riccardo Patrese, Patrick Depailler, Jacques Laffite, Didier Pironi in Vittorio Brambilla. Leta 1978 sta se obe seriji združili in v taki obliki potekali do leta 1983, ko je potekala pod imenom Formula Mondial North American Cup, toda ni mogla ponoviti uspeha serije iz druge polovice sedemdesetih in leta 1984 je bila ukinjena. Nato sta potekali ločeno serji na vzhodni in zahodni obali ZDA.
Najbolj znani bivši dirkači serije so: Gilles Villeneuve, Jacques Villeneuve, Bobby Rahal in Michael Andretti (Formula 1) ter Jimmy Vasser, A. J. Allmendinger, Ryan Hunter-Reay, Andrew Ranger, Ronnie Bremer, Danica Patrick, Alex Tagliani, Patrick Carpentier, Buddy Rice, Dan Wheldon, Sam Hornish, Jr. in Roger Yasukawa (Champ Car in Indy Racing League).

## Prvaki
- 2009 -  John Edwards
- 2008 -  Markus Niemelä
- 2007 -  Raphael Matos
- 2006 -  Simon Pagenaud
- 2005 -  Charles Zwolsman
- 2004 -  Jon Fogarty
- 2003 -  A. J. Allmendinger
- 2002 -  Jon Fogarty
- 2001 -  Hoover Orsi
- 2000 -  Buddy Rice
- 1999 -  Anthony Lazzaro
- 1998 -  Lee Bentham
- 1997 -  Alex Barron
- 1996 -  Patrick Carpentier
- 1995 -  Richie Hearn
- 1994 -  David Empringham
- 1993 -  David Empringham
- 1992 -  Chris Smith
- 1991 -  Jovy Marcelo
- 1990 -  Brian Till (Atlantic)
- 1990 -  Mark Dismore (Pacific)
- 1989 -  Jocko Cunningham (Atlantic)
- 1989 -  Hiro Macušita (Pacific)
- 1988 -  Steve Shelton (Atlantic)
- 1988 -  Dean Hall (Pacific)
- 1987 -  Calvin Fish (Atlantic)
- 1987 -  Johnny O'Connell (Pacific)
- 1986 -  Scott Goodyear (Atlantic)
- 1986 -  Ted Prappas (Pacific)
- 1985 -  Michael Angus (Atlantic)
- 1985 -  Jeff Wood (Pacific)
- 1984 -  Dan Marvin
- 1983 -  Michael Andretti
- 1982 -  Dave McMillan
- 1981 -  Jacques Villeneuve
- 1980 -  Jacques Villeneuve
- 1979 -  Tom Gloy
- 1978 -  Howdy Holmes
- 1977 -  Gilles Villeneuve
- 1976 -  Gilles Villeneuve (CASC)
- 1976 -  Gilles Villeneuve (IMSA)
- 1975 -  Bill Brack
- 1974 -  Bill Brack